# 摩爾門手推車先驅者

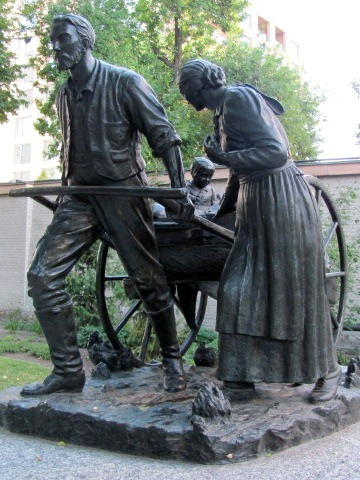
一尊摩爾門手推車先驅者紀念雕像，現置於猶他州鹽湖城的聖殿廣場。

摩爾門手推車先驅者（Mormon handcart pioneers），是指一些將耶穌基督後期聖徒教會總會搬遷到猶他州鹽湖城的摩爾門教教徒，而由於部分搬遷者都使用手拉車來輸送行李而得其名。整個搬遷運動由1856年開始，至1860年才告結束。
由於教會當時欠缺足夠的經費去購買搬輸用的牛馬，接近三千名來自英格蘭、威爾斯和斯堪的那維亞的摩爾門教拓荒者只好分成十隊手拉車隊進行搬遷，徒步會合已經抵美的信徒。然而，途經懷俄明州中部的大風雪與惡劣天氣，對其中兩隊遲了出發、共九百八十人的手拉車隊伍構成嚴重的性命威脅。儘管當局已積極地進行搜救行動，仍然有多過二百一十人在遷徙途中喪生。其中一位生還者約翰·其斯里寫道：「無數父親在拉著載滿了孩子的手拉車，直到他們死的一天。」
儘管當時只有少於百分之十的移民使用手拉車來完成旅程，這種運輸工具卻成為了摩爾門教文化中一種十分重要的象徵，代表著拓荒世代的忠貞與自我犧牲的精神。今天在拓荒者日、教會慶典或者相類的紀念活動，這些已故的拓荒者依然受到熱烈追捧和表揚。而拓荒者的艱苦跋涉不但成為了19世紀摩爾門教民歌的流行主題，更用作一些宗教小說的寫作材料，例如吉羅德·露德的歷史故事《火之盟約》與奧森·斯科特·卡德的科幻短篇小說《麥穗的朋友》。

## 移民潮的背景

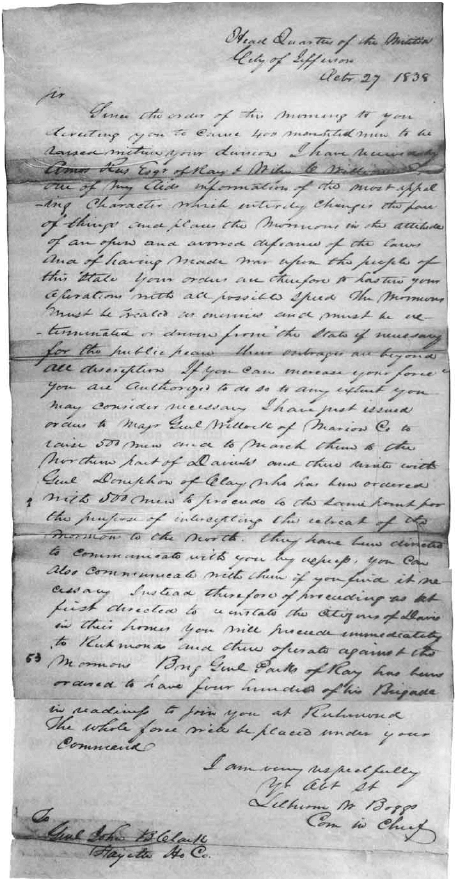
被稱為「清剿令」的密蘇里州第四十四條行政命令之原稿，現為密蘇里州國家歷史學會所擁有。

自1830年教會成立，早期的後期聖徒對現世社會都擺出一種不置可否的態度，再加上其信仰獨特，以致他們經常備受敵視。而後期聖徒人數日益俱增、教會有意成為選舉人團以獲取政治權力、自詡擁有神的恩寵，以及教徒多有多重的婚姻生活為當時大眾所恐懼，甚至演變出惡意的流血事件。針對教會與信眾的暴力行為迫使耶穌基督後期聖徒教會將總會由俄亥俄州大舉搬遷到密蘇里州，後來再遷至伊利諾州。儘管進行過多次的遷徙，摩爾門教徒仍然難以逃避反對的聲音。1838年密蘇里州長利爾本·柏格斯下達了「清剿令」，動用2500名國民軍強行將摩爾門教徒驅逐出州境。不幸的事接踵而來： 1844年總會會長小約瑟·斯密慘被槍殺，而位於伊利諾州西部城市納府的摩爾門教聖殿亦在兩年後遭受火劫。後來，斯密約瑟的繼任人楊百翰以神的指引去召集教友，並引領大眾往美國的西部進發。

## 手拉車隊的出現
在第一批摩爾門教拓者抵步猶他州不久以後，後期聖徒教會開始鼓勵居住於不列顛群島和歐洲其他地區的摩爾門教徒移民至該州。單單由1849年至1855年期間，便有大約16,000名信奉摩爾門教的歐洲僑民通過水路、鐵路以及當時普遍的牛拉車到達猶他州。雖然大部分的移民都是自費開支，但教會亦成立了「永久移民基金」，向貧窮的摩爾門移民提供經濟援助。基金幫助窮苦移民購買西遷用的運輸工具，並以自願性的原則要求申請人在有能力的情況下才歸還借貸。教會也支持教友為基金作任何捐獻。
然而1855年猶他州農作物失收，令到永久移民基金所得的捐獻與貸款償還數量逐步減少。由於大部分留在歐洲的後期聖徒都過著頗為窮困的生活，楊百翰決定提議使用手拉車搬運，並相信藉此能夠加快整個移民過程。同年9月，楊去信當時的歐洲使團主席富蘭克林·D·理查斯提出建議。其後，信件在12月22日刊登於以英國為總部的教會期刊《千禧之星》，理查斯並親自撰寫報論支持計畫。新建議不但使遷徙所需的費用減少了三份之一，更在信徒間獲得極大的迴響：1856年永久移民基金令2,012歐洲僑民成功搬遷至美洲，相比去年的1,161名高出接近一半的人數。

## 裝備
移民一般都從英國的海港如利物浦出發，然後駛抵紐約或波士頓，再乘坐鐵路到達西面的總站愛荷華州愛荷華市。在那裡他們被分配手拉車與其它供應品。手拉車為按照楊百翰的設計，模仿一輛大型的獨輪手推車而製，並裝有兩個直徑5尺（1.5米）的車輪及闊尺（1.4米）的單軸，車身共重60磅〔27公斤〕。一個長7尺2.1米的上拉軸橫跨車底，兩邊末端皆以橫閂加以牢固。橫閂使使用者可以選擇推或拉車子。至於貨物則放到一個3尺乘4尺0.9米乘（1.2米），身厚8吋（0.2米）的盒子裡去。每一輛手拉車通常被放上高達250磅〔110公斤〕的行李和分配物，而最大的載貨量可高至500磅〔230公斤〕。移民潮第一年用的手拉車全由愛荷華州的山胡桃木或橡木製造；後來，加了金屬零件的手拉車則代替了舊有的設計，變得更堅固。
到步的教徒會事先編排至不同的手拉車隊，而每個車隊以手拉車與帳蓬的數目作為量度單位。每五個人可獲配一輛手拉車，每人亦同時得到17磅〔7.7公斤〕的衣物和被褥。每個帳蓬均由一支支撐竿承拓重量，可容納二十人就寢休息，並有一個帳蓬隊長看守。而每五個帳蓬則有一個百人隊長管理（或「副隊長」）。一百人的食糧用公牛拉的運貨車搬運，並由帳蓬隊長分配給大家。

## 首三隊之出發

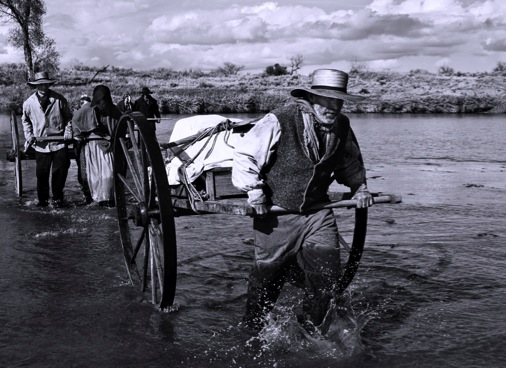
重演當年拓荒者橫越普拉特河之情景。

頭兩艘船分別在三月下旬和四月中旬由英格蘭出航至波士頓。移民們在愛荷華市花了數周的時間來建造他們的手拉車以及補供物資，以備將來的1300哩(2093公里)長的旅途之需。
從前兩艘船中，大約有815位移民被組織到首三對手拉車隊中。這三隊由益文·艾爾斯渥茲、丹尼爾·D·麥亞瑟和愛德華·賓架隊長領導。這些隊長們都是摩爾門教傳教士，正要回到他們在猶他的家，也熟悉這個路程。大部分的副隊長們也都是返鄉傳教士。
他們沿著現存275英里（443公里）長的道路橫越愛荷華一帶，到達愛荷華州西南部城市康瑟爾布拉夫斯，然後再跟隨一條大致沿今天的美國六號公路的路徑。在跨越密蘇里河後，他們在冬季營（在今日美國內布拉斯加州的奧馬哈）一個摩爾門教較偏遠的前哨站休息。整理了數日後，移民隊伍再踏上了1030英里（1658公里）的路程，即今日所稱的摩爾門小徑，往鹽湖城前進。
這支隊伍行程順利，他們的旅程並沒有重大事件發生。移民隊伍中包括許多小孩和老人，而推拉手拉車的確是件辛苦的工作。一些日記和回憶錄中描述了當時信眾的病痛和飢餓。就像後來其他橫渡這條移民路上的隊伍一樣，行程當中也有人死亡。在哈芬夫婦的《往錫安的手拉車》就列出了第一隊死了13個人，第二隊7個，第三隊少於7個。但是日記紀錄中則反映出手拉車拓荒者的心態樂觀：。
儘管拉車沿途屢遭他人冷嘲熱諷，天氣還是風和日麗，路依然是很好走。雖然我現在身體抱恙，一行人又筋疲力盡至夜，但我們總以為那是直走到錫安的光榮之路。
前兩隊隊伍最後於9月26日抵達鹽湖城，而第三隊則在兩個星期後到步。這首三隊隊伍被認為顯示出使用手拉車移民的可行性。
| 手拉車隊伍      | 隊長            | 船                                                                      | 抵達愛荷華市日期                                  | 離開愛荷華市日期 | 離開內布拉斯加州佛羅倫斯日期 | 隊伍人數 | 路程中死亡人數 | 抵達鹽湖城日期 |
| --------------- | --------------- | ----------------------------------------------------------------------- | ------------------------------------------------- | ---------------- | ---------------------------- | -------- | -------------- | -------------- |
| 第一隊          | 益文·艾爾斯渥茲 | 以諾火車號，1856年3月23日駛往波士頓                                     | 5月12日                                           | 6月9日           | 7月20日                      | 274      | 13             | 9月26日        |
| 第二隊          | 丹尼爾·D·麥亞瑟 | 以諾火車號，1856年3月23日駛往波士頓； S·卡靈號，1856年4月19日駛往波士頓 | 以諾火車號的乘客－５月12日； S·卡靈號的乘客–6月初 | 6月11日          | 7月24日                      | 221      | 7              | 9月26日        |
| 第三隊 (威爾斯) | 愛德華·賓架     | S·卡靈號，1856年3月23日駛往波士頓                                       | 6月初                                             | 6月11日          | 7月24日                      | 320      | 少於7          | 10月2日        |

## 災難之隊
在1856年的最後兩隊手拉車隊從英格蘭出發的時候已經晚了。這艘名為「湯頓號」的船載滿了將會成為威利隊的移民。他們直到5月4日才離開英格蘭。過了三個星期後另外一艘名為「地平號」的船才載滿了將會成為馬丁隊的移民才出航。出發時間延後的原因可能是在因為沒有預期到的大量移民需求而造成在取得船位的困難。延後出發的結果卻是悲慘。

在還沒有橫跨大西洋的電報系統以前，在愛荷華市的摩爾門教教會專員們並不知道這些新增移民會來到，並且在他們來到的時候才忙亂地準備。這關鍵性的幾個星期花在匆促地組合手拉車和裝備隊伍上面。當手拉車隊來到佛羅倫斯的時候，額外的時間又花在修理這些臨時組合的手拉車上面。移民約翰·其斯里描述了手拉車的問題：
那些車軸跟車廂，全都是木製的。無論我們如何拂拭，也阻不了木頭被路上的塵埃侵蝕，再加上手拉車需要支撐額外的重量，導致車肩位置的輪軸破損。我們無所不用其極，盡力修補愈趨惡化的損壞，但大都徒勞無功。一些人從靴統上提取皮革來包裹輪軸；一些則用鍍錫鐵皮，全都來自行李裡的錫造的碟子、水壺或水桶。除了這些不便之外，我們更嚴重欠缺適當的潤滑劑。儘管如此，我們沒什麼可以做。
在威利的車隊離開佛羅倫斯之前，大夥兒曾經討論過車隊應否延遲出發的時間。正因為移民並不熟識摩爾門小徑的地段與途中的天氣，他們都聽從一些回程的傳教士和教堂的工作人員。一位回來了的傳教士利未‧沙文著他們留在內布拉斯加渡過嚴冬。他認為一堆載滿年幼婦孺的車隊在這麼晚的時候出發，很容易導致病痛甚至死亡。其他教堂的長老則認為行程應該繼續，並積極的說道車隊會被神聖的介入所保佑。結果，約有一百名信徒留守在佛羅倫斯或在愛荷華避寒；而大部分大概四百零四的移民，也包括了利未‧沙文本身，則繼續他們向西的旅程。威利的車隊在8月17日離開了佛羅倫斯，而馬丁的車隊也在十天之後相繼離開。兩條老式雙輪牛車車隊同時跟隨馬丁的隊伍，由兩位隊長W‧B‧哈吉特與約翰‧A‧漢特所帶領。
在接近內布拉斯加州伍德里弗時，一群犎牛令到威利的車隊愴惶逃竄，同時亦使信徒損失了三十匹牛馬。為了彌補用作拉動馬車的牛馬上的減少，餘下的每一輛馬車須額外負擔100磅（即45公斤）的麵粉。在九月初，富蘭克林·D·理查斯在歐洲完成了出任教會傳道部會長的職務後便啟程回到美國，途中遇到移民的車隊。理查斯與其他十二名傳教士一同乘坐由馬和所拉動的輕型馬車儘快趕回猶他州，以便向移民提供援助。

### 災難與拯救過程

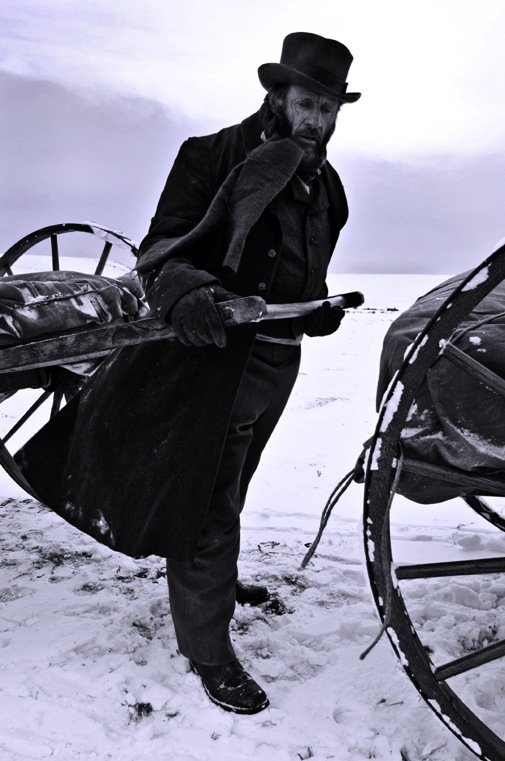
一名正在雪地中拉車的男人。

在十月初，兩隊車隊終於來到懷俄明州羅拉米堡的位置，打算補充糧食，但當地並沒有提供到食物。車隊只好再減少糧食的定額配給，以求在等到從猶他州來的援助前勉強有足夠抵餓的食物。為了減輕車隊的負荷，馬丁的車隊縮減每個人的行李重量至10磅(4.5公斤)，並扔掉了一些衣物與被鋪，但他們當時並沒意料到這些東西在餘下的日子會變得非常重要。

### 著名的手拉車拓荒者
- C.C.A. Christensen – Sub-captain of the seventh company and an artist known for his illustrations of LDS history.[23]
- Levi Savage Jr. – Sub-captain of the Willie Company who argued against the late departure.[24]
- Nellie Unthank – Member of the Martin Company.[25]

### 著名的搜救者
- Ephraim Hanks – Scout, member of the second rescue party.[26]
- Daniel Webster Jones – Member of advance party who found the Martin Company. Jones spent the winter at Devil's Gate guarding the equipment that was left there.[27]
- Hosea Stout – Member of the second rescue party who carried messages to and from Salt Lake City.[28]

## 外部連結
- Sweetwater Rescue – information site for Sweetwater Rescue: The Willie & Martin Handcart Story, PBS documentary（英文）
- Groberg Communications – site of Lee Groberg, producer and director of Sweetwater Rescue（英文）
- Norman Bosworth photos – for Sweetwater Rescue（英文）
- Handcart construction plans（英文）
- Commemoration of 150th anniversary（英文）
- 1856, the musical （页面存档备份，存于）（英文）
- The Pioneer Story: Handcart Beginning （页面存档备份，存于）（英文）
- American Westward Migration: – online diaries scanned from original Mormon pioneers of the 1850s（英文）
- www.handcart.com – stories compiled by the Riverton Wyoming Stake of The Church of Jesus Christ of Latter-day Saints（英文）
- BYU.edu提供的 威利手拉車隊的年表 – a day-by-day chronology of the Willie Company's journey from Liverpool to Salt Lake City（英文）